# Doues
Doues  egy olasz község Valle d'Aosta régióban.

## Elhelyezkedése

Doues község Valle d'Aosta térképén

Szomszédos települések :Allein, Etroubles, Gignod, Ollomont, Roisan és Valpelline.